# Erzeparchie Bassora
Die Erzeparchie Bassora (Basra) (lat.: Basrensis Chaldaeorum) ist eine mit der römisch-katholischen Kirche unierte chaldäisch-katholische Erzeparchie mit Sitz in Basra, Irak.
Vorläufer der Erzeparchie Bassora war die Erzeparchie Perat-Maishan im 5. Jahrhundert; seitdem ist Basra Sitz eines Erzbischofs. Die Erzbischöfe von Basra gehörten zur Apostolischen Kirche des Ostens, der Kirche im sassanidischen Perserreich, an deren Spitze der Patriarch von Seleukia-Ktesiphon (südlich des heutigen Bagdad) stand. Am 17. Januar 1954 erfolgte die Umbenennungen zur Erzeparchie Bassora (Basra).

## Ordinarien
- Joseph Gogué (1954–1971)
- Gabriel Ganni (1971–1981)
- Stéphane Katchou (1981–1983), später Erzbischof von Zaku
- Yousif Thomas (1983–1999)
- Djibrail Kassab (1995–2006), später Erzbischof der Eparchie St. Thomas der Apostel in Sydney
- Habib Al-Naufali (seit 2014)